# Соња Вукићевић
Соња Вукићевић (Ваљево, 12. јун 1951) је српски кореограф, балерина, редитељ и глумица.

## Биографија
Рођена је у Ваљеву, као беба се преселила у Београд са породицом, и са пет година кренула је да тренира ритмичку гимнастику и ускоро постала вицешампионка Југославије. У трчању на 800 метара за јуниоре била је првакиња Србије - кад и Вера Николић за сениоре. Похађала је балетску школу "Лујо Давичо" и примљена у ансамбл балета Народног позоришта. Остварила је бројне соло улоге у балетима “Даринкин дар”, “Кинеска прича”, “Кармен”, “Тријумфи Афродите”... У “Жизели” је играла неумољиву краљицу Мирту, у “Петру Пану” капетана Куку. Сарађивала је са нашим врхунским балетским уметницима. Била је удата за Бранка Поповића и мајка је глумице Христине Поповић.
Као слободни уметник режирала је кореодраме, сопствене представе и учествовала у драмским представама у Југословенском драмском позоришту, Битеф театру и Павиљону "Вељковић". Посебно су важне представе "Плава птица","Позоришне илузије", "Магбет", "Процес", "Алцхајмер симфонија", "Мрак летње ноћи", "Циркус историја". Са својим кореодрамама наступила је на више фестивала у земљи и иностранству и освојила више награда.
Остварила је значајне улоге и у другим центрима бивше Југославије. Стварала је прве представе савременог плеса у Србији. Значајни део њеног опуса чини кореографски (и извођачки) рад у ЈДП-у: Хамлет, Нора, Рођени у YU, Расправа, Нижински, Салома, Мајн кампф, Плава птица, Марио и мађионичар, Дозивање птица, Лакрдијаш. За ове представе добила је неколико годишњих признања ЈДП. Радила је кореографије за драмске представе Душана Јовановића, Љубише Ристића, Хариса Пашовића, Горчина Стојановића, Ирфана Менсура, Иване Вујић, Никите Миливојевића, Радмиле Војводић, Александра Поповског, Саше Миленковског, Томажа Пандура, Снежане Тришић... Самосталну кореографску и редитељску каријеру остварила је у ЦЗКД: Макбет/ОНО (1996), Алцхајмер (1998), Процес (1998), Мрак летње ноћи (1999); прву самосталну продукцију Битефа, Циркус Историја (2006); Кармина Бурана и Родољупци у СНП, Нови Сад. Играла је у филмовима, бавила се и вајањем.
Најважније награде: бројне награде за балетске улоге; прва добитница Награде „Димитрије Парлић“; Награда града Београда; награда Удружења балетских уметника Србије за животно дело.

## Улоге
|                   | 1980 | 1990 | 2000 | 2010 | Укупно |
| ----------------- | ---- | ---- | ---- | ---- | ------ |
| Дугометражни филм | 0    | 2    | 2    | 1    | 5      |
| ТВ филм           | 1    | 0    | 0    | 0    | 1      |
| ТВ серија         | 0    | 0    | 1    | 1    | 2      |
| Кратки филм       | 0    | 0    | 0    | 1    | 1      |
| Укупно            | 1    | 2    | 3    | 3    | 9      |

| Год.   | Назив                              | Улога \|- style="background: Lavender; text-align:center; " | 1980-е | 1980-е | 1980-е | 1980-е |
| 1987.  | Варијације за Пепељугу (ТВ филм)   | Годес                                                       |        |        |        |        |
| 1990-е |                                    |                                                             |        |        |        |        |
| 1994.  | Вуковар, једна прича               | Риђа                                                        |        |        |        |        |
| 1997.  | Танго је тужна мисао која се плеше | Олга                                                        |        |        |        |        |
| 2000-е |                                    |                                                             |        |        |        |        |
| 2002.  | Лавиринт (ТВ серија)               | Медијум                                                     |        |        |        |        |
| 2002.  | Лавиринт                           | Медијум                                                     |        |        |        |        |
| 2007.  | Одбачен                            | Женска персона                                              |        |        |        |        |
| 2010-е |                                    |                                                             |        |        |        |        |
| 2016.  | Процеп                             | Старица                                                     |        |        |        |        |
| 2016.  | Малеш (кратки филм)                | Мајка                                                       |        |        |        |        |
| 2017.  | Мамурлуци (ТВ серија)              | Сликарева зена                                              |        |        |        |        |
| 2020-е |                                    |                                                             |        |        |        |        |
| 2023.  | Видеотека                          | Влахиња                                                     |        |        |        |        |

## Селф
| Год.  | Назив                                    | Улога \|- style="background: Lavender; text-align:center; " | 2010.е | 2010.е | 2010.е | 2010.е |
| 2013. | Мој Лични Печат (ТВ документарна серија) | Лично                                                       |        |        |        |        |